# کمبلز بی، کبک
کمبلز بی (به فرانسوی: Campbell's Bay) شهری در منطقه شهری پونتیاک ناحیه اوتاوه در استان کبک کانادا است. در سرشماری سال ۲۰۱۱ این شهر ۷۷۴ نفر جمعیت داشته‌است و مساحت آن ۳٫۰۸ کیلومتر مربع است.